# Argentinomyia longicornis
Argentinomyia longicornis is een vliegensoort uit de familie van de zweefvliegen (Syrphidae). De wetenschappelijke naam van de soort werd voor het eerst geldig gepubliceerd in 1836 door Walker.